# Toño Cedeño
Toño Cedeño (nacido el 20 de mayo de 1970) es un Doctor en historia del arte, teólogo, oculista, artista visual y fundador de la Colección Oqli. 

## Estudios
Estudió la carrera de optometría en la Escuela Superior de Medicina. Posteriormente cursó la maestría en Teología en la Universidad Iberoamericana. En el 2005 obtuvo el grado de Doctor en Historia del Arte por Casa Lamm, con la tesis 'La imagen femenina en los billetes de México'.
Entre sus maestros se encuentran la Dra. Margarita Martínez Lámbarry, la Dra. Teresa del Conde, el Maestro Jorge Alberto Manrique, la Dra. Claudia Gómez Haro y el Dr. Tomás Pérez Vejo. 

## Carrera creativa
En su juventud realizó viajes a la ciudad de Oaxaca, y la cultura artesanal y de las artes plásticas de ese estado influyó en su cercanía con el mundo del arte. En su obra de collage y pintura se acerca al arte pop, y la obra naif. También se ha dedicado a la curaduría, en eventos como el de la exposición en torno a Pedro Infante en el 2017, en el Centro de Arte Bicentenario Poeta Hugo Gutiérrez Vega.

## Exposiciones
INDIVIDUALES
- Flores de Ingenua ingenuidad. Casa de la Cultura de Tlalpan. Ciudad de México. 2019
- San Antoñito. Escuela de Bellas Artes de Toluca. 2012
- Toño Cedeño Collages. Instituto Iconos. Ciudad de México. 2011

COLECTIVAS
- “IN CVT WE TRVST”, Museo del Juguete Antiguo México (MUJAM), Ciudad de México, 2018.[3]
- Mujeres de Hoy. Casa de Cultura STUNAM. / Suburbano. 2014.
- Trazo presente, Gal. Ligia Fenollosa. 2013.

PERFORMANCE 
- Participación en el performance homenaje a Frida Kahlo frente al Palacio de Bellas Artes, en el 2007.[4]

## Colección Oqli

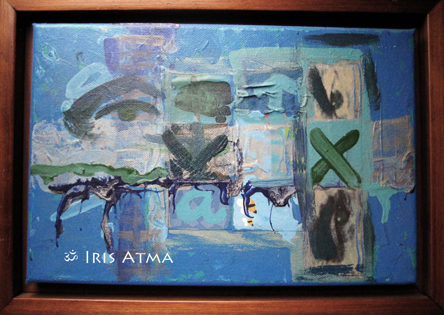
Atma Iris - Omnia Mare - Colección Oqli

A través de un programa de intercambio de lentes por obra de artes y artesanías, ha reunido un amplio acervo de obra durante más de una década.
Parte de esta colección la ha promocionado en exposiciones colectivas, siendo la primera de estas en el 2013, titulada Colección Oqli: Retratos, con obras de Claudia Ramos, Iris Atma (Iris México), Jorge Granados, Dunkel Galicia, Carlos Bautista, América Rodríguez, J.Macdonald Henry, Hugo Navarro, Blanca Dorantes, Alejandro Pereyra, entre otros.
También ha dedicado otros eventos a las mujeres artistas en la colección.
Entre las publicaciones de este proyecto podemos mencionar el libro Hojas Paralelas.